# Varkala

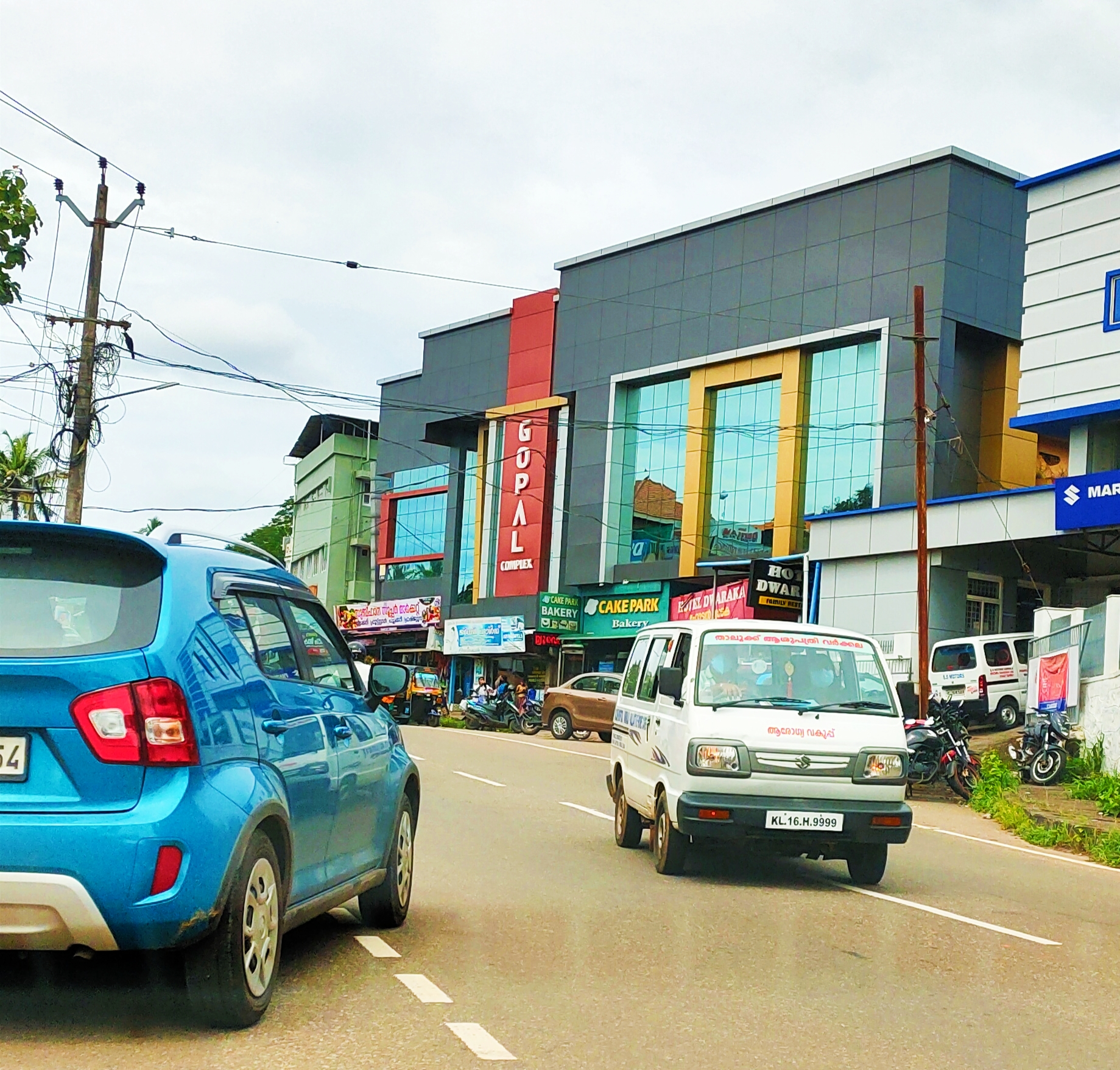
Gata i Varkala.

Varkala (malayalam: വര്‍ക്കല) är en stad i delstaten Kerala i södra Indien. Den tillhör distriktet Thiruvananthapuram och hade 40 048 invånare vid folkräkningen 2011.